# Chempark Krefeld-Uerdingen

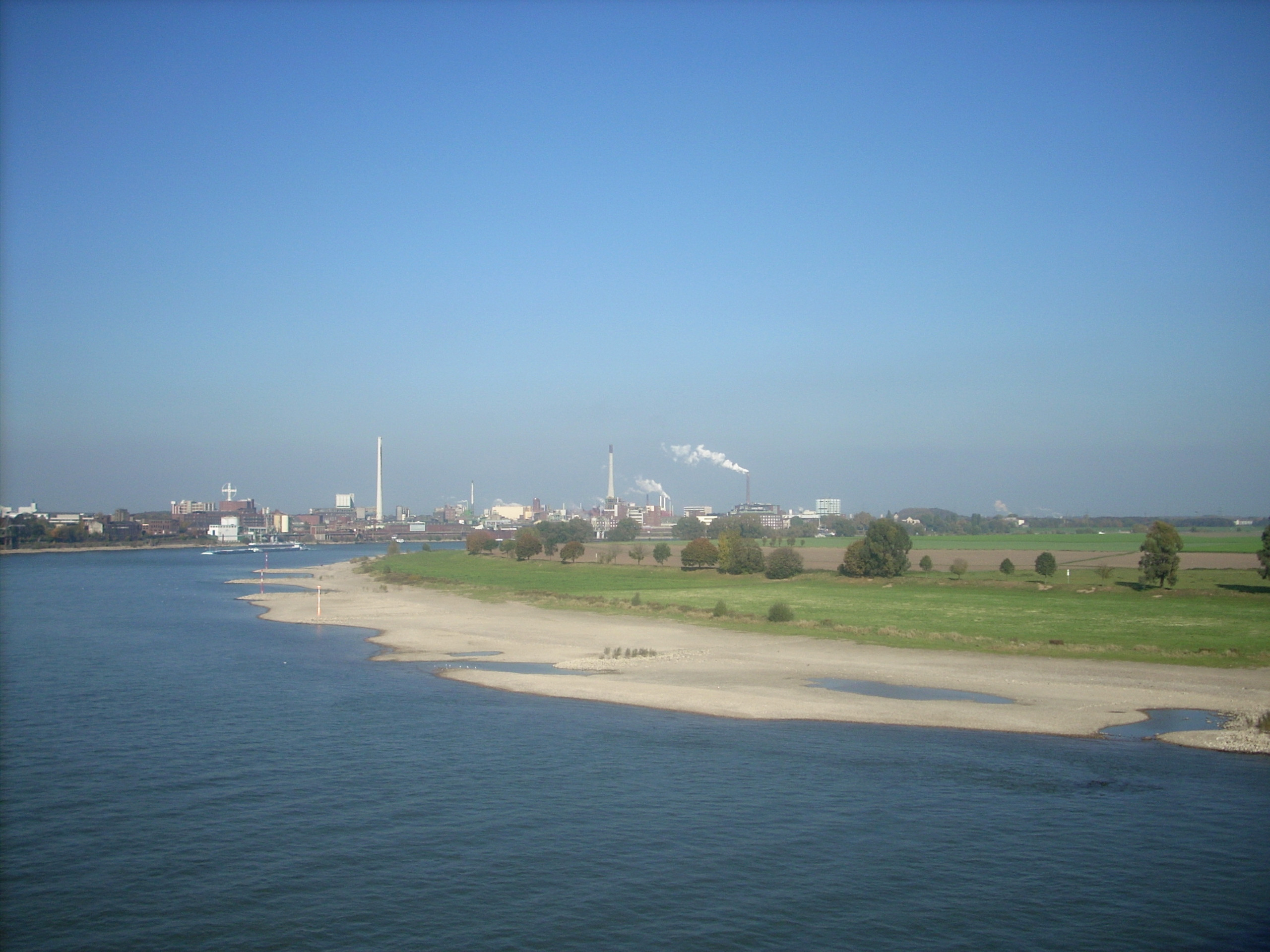
Chempark Krefeld-Uerdingen

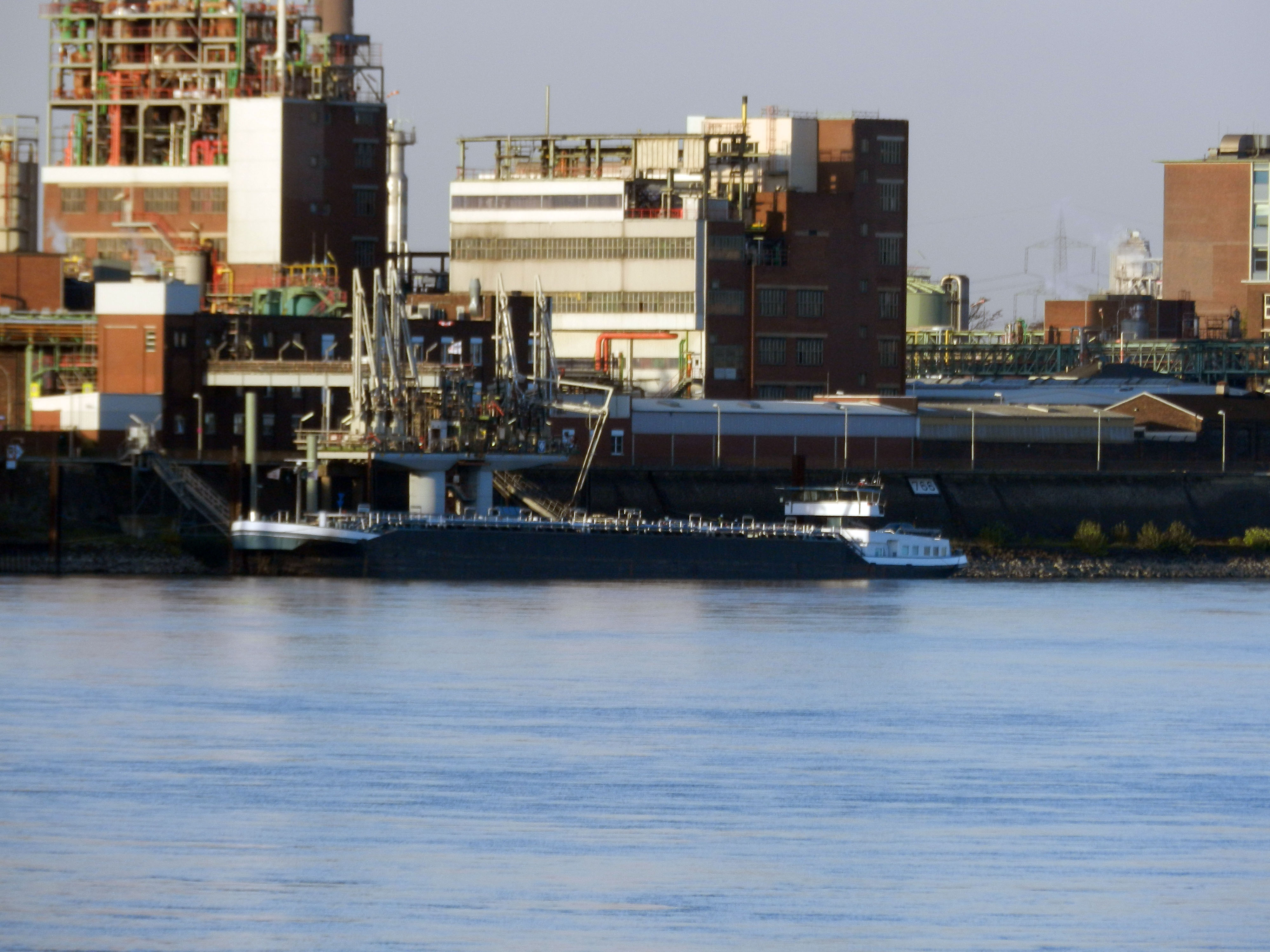
Verladestelle

Der Chempark Krefeld-Uerdingen ist ein Industriepark in Uerdingen, Krefeld. Der von Bayer geprägte Standort geht auf das Jahr 1877 zurück. Er zählt heute zu den Standorten von Chempark. Er besitzt eine Fläche von 260 Hektar, auf denen 40 Betriebe ansässig sind. Die Gesamtzahl der Mitarbeiter betrug 2020 über 8.600. Der zentrale Besucherempfang befindet sich an der Duisburger Str. 221  im Gebäude A6.  
An der Bahnstrecke Duisburg–Mönchengladbach gibt es einen Haltepunkt Krefeld-Hohenbudberg Chempark. Am Rhein befindet sich eine Verladestelle. 
Das ehemalige Kasino R55 des Bayer-Werks Uerdingen, 1961 durch die Architekten Helmut Hentrich und Hubert Petschnigg entworfen, wurde abgerissen, obwohl es unter Denkmalschutz stand.